# 진도공공도서관
진도공공도서관은 전라남도 진도군 소재의 도서관이다.

## 연혁
- 1972년 4월 1일 진도공공도서관 개관
- 1995년 11월 4일 신축도서관 준공
- 1996년 1월 10일 신축도서관 개관(240석)
- 2003년 6월 30일 디지털자료실 구축
- 2007년 5월 1일 유아방 개실(10석)
- 2009년 4월 30일 보존자료실, 독서문화교실 개실
- 2011년 11월 11일 책놀이터 개실
- 2019년 1월 1일 신축도서관 개관(450석)

## 시설현황
- 2층: 평생학습실Ⅰ, 전산실, 평생학습실Ⅱ, 청소년열람실, 일반열람실, 사무실
- 1층: 종합자료실, 보존자료실

## 이용 안내
이용 시간
- 열람실: 08:00~22:00
- 종합자료실: 09:00~18:00

휴관일
- 매주 월요일
- 일요일이 아닌 관공서의 공휴일(일요일과 공휴일이 겹칠 때는 휴관)
- 특별한 사유로 관장이 지정한 날(임시휴관일)